# 用益物权
用益物权（英語：usufruct）是與担保物权相對的概念，指基於特定的目的對非所有物進行使用和收益的权利，是一種限制物权。常見的用益物權包括地上权、農育權、典权。
在中華民國民法與中華人民共和國民法典中地役权、居住權亦屬於用益物權。但在德國民法典或法國民法典中，這些權利屬於一般役權（英語：servitude），原因是這些權利並不及於收益。

## 定義
對於物而言，其真正價值在於使用、收益和處分等權能，所有人藉由掌握所有权以享有其權能所附加的經濟利益，而非「所有權」的本身。用益物權的創設旨在使所有人以外之人，透過法定的方式享受「使用」和「收益」的權能，藉此發揮物的經濟效益，達到物之利用的最大化；至於處分權，因為涉及所有權的移轉，因此不在用益物權的範圍之內。而各個用益物權之間彼此是具有排他性的，無法同時共存於一物，此即昭示一人（或數人）無法在同一物上享有不同的权利。
相對的，担保物权意在確保债务清償，權利人並不享有使用或收益的權能，其亦不具排他性，數人得就同一物設定相同的物权。

## 種類
- 地上权：指權利人以興建建筑物或其他工作物為目的，得就土地以上及以下的空間而為使用，所有權人並得向地上權人收取地租。惟需注意的是，「設定地上權」與「土地租賃」係二回事，前者為物權行為，後者則是債權行為。
- 建設用地使用權：中華人民共和國憲法規定，全國土地或者國有，或者集體所有。城市土地大都為國有。因此城市居民不能取得城市土地所有權，唯能夠透過政府批租而取得國有建設用地使用權。通常住宅一次批租七十年。工商業用地一次批租三十年。
- 宅基地使用權：中華人民共和國憲法規定，全國土地或者國有，或者集體所有。農村土地大都為村集體所有。因此農戶不能取得建設住宅所需土地之所有權，皆以村集體分配之方式獲得宅基地使用權。宅基地使用權通常長期存續。
- 農育權：謂在他人土地為農作、森林、養殖、畜牧、種植竹木或保育之權利，現今並不常使用。
- 土地承包經營權：中華人民共和國憲法規定，全國土地或者國有，或者集體所有。農村土地大都為村集體所有。因此農戶不能取得農地所有權，皆以從村集體獲得土地承包經營權方式用地，一次承包期限一般為三十年。
- 典权：指出典人提供動產予他人為使用、收益之權利。

無收益權利之用益物權（在一些法律體系中不屬於用益物权，屬於一般役权）：
- 地役权：謂以他人不動產供自己不動產通行、汲水、採光、眺望、電信或其他以特定便宜之用為目的之權利。
- 居住權：終生居住於他人住宅之權利。